# Annum sacrum

Wappen Papst Leos XIII.

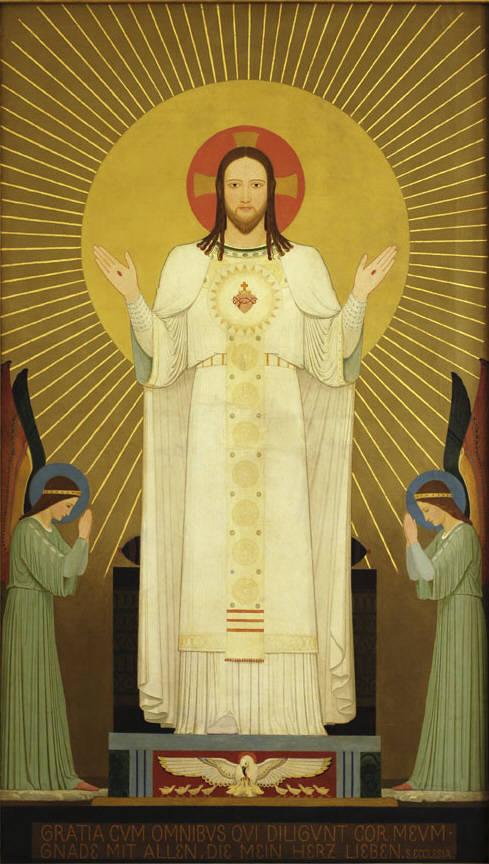
Herz-Jesu-Bild (Beuroner Kunstschule, Lukas Steiner OSB, ca. 1873/74)

Papst Leo XIII. schrieb die Enzyklika Annum sacrum („das Heilige Jahr“) am 25. Mai 1899 anlässlich des bevorstehenden Heiligen  Jahres 1900. Gegenstand der Enzyklika ist die Verehrung des heiligsten Herzens Jesu und Christi als König.

## Hintergrund
Sr. Maria vom göttlichen Herzen Jesu übermittelte Papst Leo XIII. den Inhalt einer ihrer Visionen, den Wunsch Christi, die ganze Welt seinem heiligsten Herzen zu weihen. Papst Leo XIII. entsprach mit seiner Enzyklika zum Heiligen Jahr dem Wunsch und weihte die Welt am 11. Juni 1899 dem Herzen Jesu. Zugleich setzte er das Hochfest des Heiligsten Herzens Jesu auf den zweiten Freitag nach Fronleichnam fest.

## Enzyklika
Mit den Begrüßungs- und Eingangsworten würdigt Leo XIII. zunächst das Wirken seiner Vorgänger und erklärt den Ursprung der Christkönigs- und Herz-Jesu-Verehrung. Leo XIII. erklärt, dass es Jesus Christus selbst war, nicht die Apostel oder Jünger, der sich als König bezeichnet habe. Im Neuen Testament heißt es im Johannesevangelium (Joh 18,37 ) Pilatus sagte zu ihm: Also bist du doch ein König? Jesus antwortete: Du sagst es, ich bin ein König. Ich bin dazu geboren und dazu in die Welt gekommen, dass ich für die Wahrheit Zeugnis ablege. Jeder, der aus der Wahrheit ist, hört auf meine Stimme. Diese Aussage Jesu wird im Matthäusevangelium (Mt 28,18 ) verstärkt, in dem es heißt: Da trat Jesus auf sie zu und sagte zu ihnen: Mir ist alle Macht gegeben im Himmel und auf der Erde. Im Kern seiner Enzyklika bereitet Leo XIII. also den Boden für die Einführung des Christköngigsfestes. Der Christkönigssonntag geht auf eine Enzyklika Pius’ XI. zurück.

## Textausgaben
- LITTERAE ENCYCLICAE SSmi. D. N. Leonis Papae XIII de hominibus Sacratissimo Cordi Iesu devovendis « Annum Sacrum ». In: Acta Sanctae Sedis XXXI (1898/99) pp. 646–652. [amtlicher lateinischer Originaltext inklusiv Weihegebet Leos XIII. Ad Sacratissimum Cor Iesu formula consecrationis recitanda „Iesu dulcissime“]
- Rundschreiben Papst Leos XIII. vom 25. Mai 1899 ANNUM SACRUM. In: Heilslehre der Kirche. Dokumente von Pius IX. bis Pius XII. Deutsche Ausgabe des französischen Originals von P[aul] Cattin O.P. und H[umbert]-Th[omas] Conus O.P. besorgt von Anton Rohrbasser. Paulusverlag, Freiburg/Schw. 1953, S. 77–85. [inklusiv des Weihegebetes „Weihe der Menschheit an das Heiligste Herz Jesu“]